# 片髓灯心草
片髓灯心草（学名：Juncus inflexus）是灯心草科灯心草属的植物。分布在欧亚大陆和非洲以及中国大陆的青海、陕西、新疆、甘肃等地，生长于海拔1,100米至1,450米的地区，多生长于河滩荒草地以及沼泽水沟旁，目前尚未由人工引种栽培。

## 异名
- Juncus inflexus L. var. leptocarpus (Buchen.) Z. Y. Zhang